# Magnus Svensson (Fußballspieler)
Magnus Svensson (* 10. März 1969 in Falkenberg) ist ein schwedischer Fußballspieler.

## Leben
Svensson spielte zunächst bei Vinbergs IF, wechselte dann 1994 zu Halmstads BK in die Allsvenskan. Mit dem Verein wurde er 1995 schwedischer Pokalsieger und 1997 Landesmeister. Im Anschluss wechselte er zu Viking FK in die Tippeligaen. 2000 schloss er sich dem dänischen Spitzenklub Brøndby IF, mit dem er 2002 die dänische Meisterschaft feiern konnte. Nach Saisonende kehrte er nach Schweden zu Halmstads BK zurück. Nach der Saison 2006 hat er sich wieder seinem Heimatklub Vinbergs IF angeschlossen, für den er in der vierten Liga spielt.
Svensson spielte außerdem für die schwedische Nationalelf. Er nahm an der Europameisterschaft 2000 und der Weltmeisterschaft 2002 teil.